# Pyt'-Jach
Pyt'-Jach (anche traslitterata come Pyt'-Jah, Pyt-Jah, Pyt-Jach o Pyt-Yakh) è una cittadina della Russia siberiana occidentale, situata nel Circondario Autonomo degli Chanty-Mansi; si trova lungo il fiume Bol'šoj Balyk, circa 350 km ad sudest del capoluogo Chanty-Mansijsk.
Fondata nel 1968, ebbe status di città nel 1990 quando vennero fusi i centri di Pyt'-Jach e Mamontovo; come le altre città della regione, il suo sviluppo è legato essenzialmente all'industria petrolifera.

## Società

### Evoluzione demografica
Fonte: mojgorod.ru
- 1989: 31.000
- 1998: 42.500
- 2002: 41.813
- 2006: 41.600